# Torneo Apertura 2025 de Tercera División de Costa Rica
El Torneo Apertura 2025 de Tercera División será la tercera categoría del fútbol costarricense, organizada por LINAFA.
Se dio a conocer el dedicado para esta Temporada será el señor, Pompilio Valverde Hidalgo, ex dirigente de LINAFA y miembro Comisión de La Región 06 de LINAFA  por 25 años.
Entre las novedades está que al momento, estos son los equipos que han ascendido de la Tercera División a la Segunda B de Linafa para la próxima temporada, aumentando la cantidad de equipos a 30 participantes.
🔹 El regreso de la A.D. Golfito Zona Sur, el equipo que ascendió originalmente en 2018 pero luego se transformó en el extinto Puerto Golfito.
🔹 La Florida de Tilarán, nuevo proyecto de la altura guanacasteca.
🔹 Guajira FC, Campeón en el 2010 de la Primera de Linafa, jugó la temporada 2010-11 en LIASCE y descendió el mismo año.
🔹 Jacobeña FC, nuevo proyecto en Jacó.
🔹 Nazareth F.C., nuevo proyecto en Cariari.
🔹 Municipal Paquera, este equipo decidió ceder su franquicia al equipo de Unión Orotina F.C..
🔹  A.D. Santo Domingo de Heredia.
🔹  Unión Porteña que decidió pasar a llamarse Municipal Puntarenas, equipo que militara en la Primera División y fuera campeón nacional en 1986, que descendió a la segunda categoría en el 2000 y a LINAFA en 2009. 
🔹  CDR Pavas.
🔹  La Colonia Revolution, de La Colonia de Pococí, ya estuvo en Segunda B y fue incluso semifinalista en 2021-2022.
🔹  Municipal Osa. Será el equipo que ocupe el último cupo en lugar de San Carlos F.C. equipo que había descendido la Temporada anterior en la Segunda División de Costa Rica y que tenía la franquicia de Jacó F.C. 
El equipo de Academia Acosta que había cedido su franquicia a La Unión F.C. de Tres Ríos el torneo de Clausura 2025, para este torneo cedió su franquicia al equipo de Cruceños F.C. de Santa Cruz de Guanacaste. 
También para esta Temporada la aparición de la Academia Poetas F.C. de San Ramón que jugarán en conjunto con la Asociación Deportiva Ramonense. 
Otra de las novedades es que el equipo de San Migool - V. C. anunció su retiro del campeonato y su lugar será tomado por el equipo del Club Sport Huracán también de Desamparados de San José.
El equipo de C. D. Pavas que anunció que no participaría en este torneo decidió ceder su espacio al equipo de Pavas F.C. por lo que este club estará tomando el lugar que tenía en el certamen.
Asimismo el equipo de Talentos del Caribe decidió ceder su franquicia al equipo de Guácimo F.C. para esta temporada.

## Sistema de competición
Se realizan 2 torneos, Apertura y Clausura (respectivamente). Los ganadores de cada torneo tendrán garantizada una Gran Final entre ellos para definir al nuevo participante de la próxima temporada en la Segunda División de Costa Rica. En caso de que el Campeón del Torneo de Clausura sea el mismo del Torneo de Apertura, no habrá gran final.
- Primera Fase:

En cinco grupos de 6 equipos participantes, jugarán a 2 vueltas, completando un total de 10 fechas en total. Clasifican a la siguiente fase los 3 mejores equipos de cada grupo y el mejor cuarto lugar. 
- Segunda Fase: (Octavos de final)

Sistema de clasificación por eliminación directa ida y vuelta. Clasifican a la siguiente fase los 12 ganadores de las series y los 4 mejores perdedores.
- Tercera Fase: (Cuartos de Final)

Sistema de clasificación por eliminación directa de juegos de ida y vuelta.
- Cuarta Fase: (Semifinales)

Sistema de clasificación por eliminación directa de juegos de ida y vuelta.
- Quinta Fase: (Final)

Serie de ida y vuelta en el que se define el campeón.

## Equipos participantes
En la temporada 2025-2026 participarán los siguientes equipos:
| Grupo   | Sector               | Equipos |
| ------- | -------------------- | --- |
| Grupo A | Sector Chorotega     | - La Florida de Tilarán - Águilas de Carrillo - A. D. R. Cóbano - A. D. Esparza PSL - Cruceños F.C. - Municipal Puntarenas      |
| Grupo B | Sector Metropolitano | - UCR Fútbol Club - Academia Poetas F.C. - Club Sport Huracán - AF Lankester 1943 - Municipal Desamparados - CDR Pavas          |
| Grupo C | Sector Occidente     | - Asociación Deportiva Ramonense - A. D. Rosario - Pavas F.C. - A.D. Santo Domingo de Heredia - CCDR San Pablo - Real Santaneño |
| Grupo D | Sector Sur           | - Unión Orotina F.C. - ASODEBA - A.D. Golfito Zona Sur - Jacobeña F.C. - Municipal Coto Brus - Municipal Osa                    |
| Grupo E | Sector Caribe        | - Guajira F.C. - Valle F. C. - ADF Siquirreña - Guácimo F.C. - Nazareth F.C. - La Colonia Revolution                            |

## Tabla de posiciones

### Grupo A: Chorotega
| Pos. | Equipo                | Pts. | PJ | G | E | P | GF | GC | Dif. | Clasificación    |
| ---- | --------------------- | ---- | -- | - | - | - | -- | -- | ---- | ---------------- |
| 1    | A. D. R. Cóbano       | 6    | 2  | 2 | 0 | 0 | 7  | 3  | +4   | Octavos de final |
| 2    | Municipal Puntarenas  | 6    | 2  | 2 | 0 | 0 | 8  | 5  | +3   | Octavos de final |
| 3    | Águilas de Carrillo   | 3    | 2  | 1 | 0 | 1 | 7  | 5  | +2   | Octavos de final |
| 4    | La Florida de Tilarán | 3    | 2  | 1 | 0 | 1 | 3  | 3  | 0    |                  |
| 5    | A. D. Esparza PSL     | 0    | 2  | 0 | 0 | 2 | 1  | 3  | −2   |                  |
| 6    | Cruceños F.C.         | 0    | 2  | 0 | 0 | 2 | 3  | 10 | −7   | Último lugar     |

 Fuente: LINAFA

### Grupo B: Metropolitano
| Pos. | Equipo                 | Pts. | PJ | G | E | P | GF | GC | Dif. | Clasificación    |
| ---- | ---------------------- | ---- | -- | - | - | - | -- | -- | ---- | ---------------- |
| 1    | Municipal Desamparados | 6    | 2  | 2 | 0 | 0 | 5  | 1  | +4   | Octavos de final |
| 2    | AF Lankester 1943      | 6    | 2  | 2 | 0 | 0 | 6  | 1  | +5   | Octavos de final |
| 3    | CDR Pavas              | 3    | 2  | 1 | 0 | 1 | 8  | 5  | +3   | Octavos de final |
| 4    | UCR Fútbol Club        | 3    | 2  | 1 | 0 | 1 | 3  | 3  | 0    |                  |
| 5    | Club Sport Huracán     | 0    | 2  | 0 | 0 | 2 | 1  | 5  | −4   |                  |
| 6    | Academia Poetas F.C.   | 0    | 2  | 0 | 0 | 2 | 3  | 11 | −8   | Último lugar     |

 Fuente: LINAFA

### Grupo C: Occidente
| Pos. | Equipo                         | Pts. | PJ | G | E | P | GF | GC | Dif. | Clasificación    |
| ---- | ------------------------------ | ---- | -- | - | - | - | -- | -- | ---- | ---------------- |
| 1    | A. D. Rosario                  | 6    | 2  | 2 | 0 | 0 | 6  | 1  | +5   | Octavos de final |
| 2    | Asociación Deportiva Ramonense | 6    | 2  | 2 | 0 | 0 | 3  | 0  | +3   | Octavos de final |
| 3    | Real Santaneño                 | 1    | 2  | 0 | 1 | 1 | 2  | 3  | −1   | Octavos de final |
| 4    | CCDR San Pablo                 | 1    | 2  | 0 | 1 | 1 | 2  | 3  | −1   |                  |
| 5    | Pavas F.C.                     | 1    | 2  | 0 | 1 | 1 | 1  | 3  | −2   |                  |
| 6    | A.D. Santo Domingo de Heredia  | 1    | 2  | 0 | 1 | 1 | 2  | 6  | −4   | Último lugar     |

 Fuente: LINAFA

### Grupo D: Sur
| Pos. | Equipo                | Pts. | PJ | G | E | P | GF | GC | Dif. | Clasificación    |
| ---- | --------------------- | ---- | -- | - | - | - | -- | -- | ---- | ---------------- |
| 1    | A.D. Golfito Zona Sur | 6    | 2  | 2 | 0 | 0 | 7  | 2  | +5   | Octavos de final |
| 2    | Municipal Coto Brus   | 6    | 2  | 2 | 0 | 0 | 4  | 2  | +2   | Octavos de final |
| 3    | ASODEBA               | 3    | 2  | 1 | 0 | 1 | 5  | 3  | +2   | Octavos de final |
| 4    | Municipal Osa         | 1    | 2  | 0 | 1 | 1 | 3  | 5  | −2   |                  |
| 5    | Unión Orotina F.C.    | 1    | 2  | 0 | 1 | 1 | 3  | 6  | −3   |                  |
| 6    | Jacobeña F.C.         | 0    | 2  | 0 | 0 | 2 | 2  | 6  | −4   | Último lugar     |

 Fuente: LINAFA

### Grupo E: Caribe
| Pos. | Equipo                | Pts. | PJ | G | E | P | GF | GC | Dif. | Clasificación    |
| ---- | --------------------- | ---- | -- | - | - | - | -- | -- | ---- | ---------------- |
| 1    | ADF Siquirreña        | 6    | 2  | 2 | 0 | 0 | 13 | 2  | +11  | Octavos de final |
| 2    | Valle F. C.           | 6    | 2  | 2 | 0 | 0 | 7  | 1  | +6   | Octavos de final |
| 3    | La Colonia Revolution | 3    | 2  | 1 | 0 | 1 | 3  | 3  | 0    | Octavos de final |
| 4    | Nazareth F.C.         | 3    | 2  | 1 | 0 | 1 | 2  | 3  | −1   |                  |
| 5    | Guajira F.C.          | 0    | 2  | 0 | 0 | 2 | 2  | 4  | −2   |                  |
| 6    | Guácimo F.C.          | 0    | 2  | 0 | 0 | 2 | 2  | 16 | −14  | Último lugar     |

 Fuente: LINAFA

## Resultados

### Grupo A: Chorotega Pacífico
| Jornada 1            | Jornada 1 | Jornada 1             | Jornada 1             | Jornada 1    | Jornada 1 | Jornada 1 | Jornada 1 |
| Local                | Resultado | Visitante             | Estadio               | Fecha        |           |           |           |
| -------------------- | --------- | --------------------- | --------------------- | ------------ | --------- | --------- | --------- |
| Águilas de Carrillo  | 5 - 0     | Cruceños F.C.         | Municipal de Carrillo | 10 de agosto |           |           |           |
| Municipal Puntarenas | 3 - 2     | La Florida de Tilarán | "Lito" Pérez          | 10 de agosto |           |           |           |
| A. D. Esparza PSL    | 1 - 2     | A. D. R. Cóbano       | Hugo Carranza         | 10 de agosto |           |           |           |
| Total de goles: 13   |           |                       |                       |              |           |           |           |

| Jornada 2             | Jornada 2 | Jornada 2            | Jornada 2          | Jornada 2    | Jornada 2 | Jornada 2 | Jornada 2 |
| Local                 | Resultado | Visitante            | Estadio            | Fecha        |           |           |           |
| --------------------- | --------- | -------------------- | ------------------ | ------------ | --------- | --------- | --------- |
| A. D. R. Cóbano       | 5 - 2     | Águilas de Carrillo  | Valentín Jiménez   | 17 de agosto |           |           |           |
| Cruceños F.C.         | 3 - 5     | Municipal Puntarenas | Estadio Santa Rosa | 17 de agosto |           |           |           |
| La Florida de Tilarán | 1 - 0     | A. D. Esparza PSL    | Cancha La Florida  | 17 de agosto |           |           |           |
| Total de goles:16     |           |                      |                    |              |           |           |           |

| Jornada 3       | Jornada 3 | Jornada 3 | Jornada 3 | Jornada 3 | Jornada 3 | Jornada 3 | Jornada 3 |
| Local           | Resultado | Visitante | Estadio   | Fecha     |           |           |           |
| --------------- | --------- | --------- | --------- | --------- | --------- | --------- | --------- |
| ?               |           | ?         | Estadio   | Fecha     |           |           |           |
| ?               |           | ?         | Estadio   | Fecha     |           |           |           |
| ?               |           | ?         | Estadio   | Fecha     |           |           |           |
| Total de goles: |           |           |           |           |           |           |           |

| Jornada 4       | Jornada 4 | Jornada 4 | Jornada 4 | Jornada 4 | Jornada 4 | Jornada 4 | Jornada 4 |
| Local           | Resultado | Visitante | Estadio   | Fecha     |           |           |           |
| --------------- | --------- | --------- | --------- | --------- | --------- | --------- | --------- |
| ?               |           | ?         | Estadio   | Fecha     |           |           |           |
| ?               |           | ?         | Estadio   | Fecha     |           |           |           |
| ?               |           | ?         | Estadio   | Fecha     |           |           |           |
| Total de goles: |           |           |           |           |           |           |           |

| Jornada 5       | Jornada 5 | Jornada 5 | Jornada 5 | Jornada 5 | Jornada 5 | Jornada 5 | Jornada 5 |
| Local           | Resultado | Visitante | Estadio   | Fecha     |           |           |           |
| --------------- | --------- | --------- | --------- | --------- | --------- | --------- | --------- |
| ?               |           | ?         | Estadio   | Fecha     |           |           |           |
| ?               |           | ?         | Estadio   | Fecha     |           |           |           |
| ?               |           | ?         | Estadio   | Fecha     |           |           |           |
| Total de goles: |           |           |           |           |           |           |           |

| Jornada 6       | Jornada 6 | Jornada 6 | Jornada 6 | Jornada 6 | Jornada 6 | Jornada 6 | Jornada 6 |
| Local           | Resultado | Visitante | Estadio   | Fecha     |           |           |           |
| --------------- | --------- | --------- | --------- | --------- | --------- | --------- | --------- |
| ?               |           | ?         | Estadio   | Fecha     |           |           |           |
| ?               |           | ?         | Estadio   | Fecha     |           |           |           |
| ?               |           | ?         | Estadio   | Fecha     |           |           |           |
| Total de goles: |           |           |           |           |           |           |           |

| Jornada 7       | Jornada 7 | Jornada 7 | Jornada 7 | Jornada 7 | Jornada 7 | Jornada 7 | Jornada 7 |
| Local           | Resultado | Visitante | Estadio   | Fecha     |           |           |           |
| --------------- | --------- | --------- | --------- | --------- | --------- | --------- | --------- |
| ?               |           | ?         | Estadio   | Fecha     |           |           |           |
| ?               |           | ?         | Estadio   | Fecha     |           |           |           |
| ?               |           | ?         | Estadio   | Fecha     |           |           |           |
| Total de goles: |           |           |           |           |           |           |           |

| Jornada 8       | Jornada 8 | Jornada 8 | Jornada 8 | Jornada 8 | Jornada 8 | Jornada 8 | Jornada 8 |
| Local           | Resultado | Visitante | Estadio   | Fecha     |           |           |           |
| --------------- | --------- | --------- | --------- | --------- | --------- | --------- | --------- |
| ?               |           | ?         | Estadio   | Fecha     |           |           |           |
| ?               |           | ?         | Estadio   | Fecha     |           |           |           |
| ?               |           | ?         | Estadio   | Fecha     |           |           |           |
| Total de goles: |           |           |           |           |           |           |           |

| Jornada 9       | Jornada 9 | Jornada 9 | Jornada 9 | Jornada 9 | Jornada 9 | Jornada 9 | Jornada 9 |
| Local           | Resultado | Visitante | Estadio   | Fecha     |           |           |           |
| --------------- | --------- | --------- | --------- | --------- | --------- | --------- | --------- |
| ?               |           | ?         | Estadio   | Fecha     |           |           |           |
| ?               |           | ?         | Estadio   | Fecha     |           |           |           |
| ?               |           | ?         | Estadio   | Fecha     |           |           |           |
| Total de goles: |           |           |           |           |           |           |           |

| Jornada 10      | Jornada 10 | Jornada 10 | Jornada 10 | Jornada 10 | Jornada 10 | Jornada 10 | Jornada 10 |
| Local           | Resultado  | Visitante  | Estadio    | Fecha      |            |            |            |
| --------------- | ---------- | ---------- | ---------- | ---------- | ---------- | ---------- | ---------- |
| ?               |            | ?          | Estadio    | Fecha      |            |            |            |
| ?               |            | ?          | Estadio    | Fecha      |            |            |            |
| ?               |            | ?          | Estadio    | Fecha      |            |            |            |
| Total de goles: |            |            |            |            |            |            |            |

### Grupo B: Metropolitano
| Jornada 1            | Jornada 1 | Jornada 1              | Jornada 1         | Jornada 1    | Jornada 1 | Jornada 1 | Jornada 1 |
| Local                | Resultado | Visitante              | Estadio           | Fecha        |           |           |           |
| -------------------- | --------- | ---------------------- | ----------------- | ------------ | --------- | --------- | --------- |
| Club Sport Huracán   | 1 - 2     | Municipal Desamparados | "Cuty" Monge      | 10 de agosto |           |           |           |
| Academia Poetas F.C. | 1 - 3     | AF Lankester 1943      | Guillermo Vargas  | 10 de agosto |           |           |           |
| UCR Fútbol Club      | 3 - 0     | CDR Pavas              | Estadio Ecológico | 10 de agosto |           |           |           |
| Total de goles:10    |           |                        |                   |              |           |           |           |

| Jornada 2              | Jornada 2 | Jornada 2            | Jornada 2          | Jornada 2    | Jornada 2 | Jornada 2 | Jornada 2 |
| Local                  | Resultado | Visitante            | Estadio            | Fecha        |           |           |           |
| ---------------------- | --------- | -------------------- | ------------------ | ------------ | --------- | --------- | --------- |
| Municipal Desamparados | 3 - 0     | UCR Fútbol Club      | "Cuty" Monge       | 17 de agosto |           |           |           |
| CDR Pavas              | 8 - 2     | Academia Poetas F.C. | Ernesto Rohrmoser  | 17 de agosto |           |           |           |
| AF Lankester 1943      | 3 - 0     | Club Sport Huracán   | "Quincho" Barquero | 17 de agosto |           |           |           |
| Total de goles:16      |           |                      |                    |              |           |           |           |

| Jornada 3       | Jornada 3 | Jornada 3 | Jornada 3 | Jornada 3 | Jornada 3 | Jornada 3 | Jornada 3 |
| Local           | Resultado | Visitante | Estadio   | Fecha     |           |           |           |
| --------------- | --------- | --------- | --------- | --------- | --------- | --------- | --------- |
| ?               |           | ?         | Estadio   | Fecha     |           |           |           |
| ?               |           | ?         | Estadio   | Fecha     |           |           |           |
| ?               |           | ?         | Estadio   | Fecha     |           |           |           |
| Total de goles: |           |           |           |           |           |           |           |

| Jornada 4       | Jornada 4 | Jornada 4 | Jornada 4 | Jornada 4 | Jornada 4 | Jornada 4 | Jornada 4 |
| Local           | Resultado | Visitante | Estadio   | Fecha     |           |           |           |
| --------------- | --------- | --------- | --------- | --------- | --------- | --------- | --------- |
| ?               |           | ?         | Estadio   | Fecha     |           |           |           |
| ?               |           | ?         | Estadio   | Fecha     |           |           |           |
| ?               |           | ?         | Estadio   | Fecha     |           |           |           |
| Total de goles: |           |           |           |           |           |           |           |

| Jornada 5       | Jornada 5 | Jornada 5 | Jornada 5 | Jornada 5 | Jornada 5 | Jornada 5 | Jornada 5 |
| Local           | Resultado | Visitante | Estadio   | Fecha     |           |           |           |
| --------------- | --------- | --------- | --------- | --------- | --------- | --------- | --------- |
| ?               |           | ?         | Estadio   | Fecha     |           |           |           |
| ?               |           | ?         | Estadio   | Fecha     |           |           |           |
| ?               |           | ?         | Estadio   | Fecha     |           |           |           |
| Total de goles: |           |           |           |           |           |           |           |

| Jornada 6       | Jornada 6 | Jornada 6 | Jornada 6 | Jornada 6 | Jornada 6 | Jornada 6 | Jornada 6 |
| Local           | Resultado | Visitante | Estadio   | Fecha     |           |           |           |
| --------------- | --------- | --------- | --------- | --------- | --------- | --------- | --------- |
| ?               |           | ?         | Estadio   | Fecha     |           |           |           |
| ?               |           | ?         | Estadio   | Fecha     |           |           |           |
| ?               |           | ?         | Estadio   | Fecha     |           |           |           |
| Total de goles: |           |           |           |           |           |           |           |

| Jornada 7       | Jornada 7 | Jornada 7 | Jornada 7 | Jornada 7 | Jornada 7 | Jornada 7 | Jornada 7 |
| Local           | Resultado | Visitante | Estadio   | Fecha     |           |           |           |
| --------------- | --------- | --------- | --------- | --------- | --------- | --------- | --------- |
| ?               |           | ?         | Estadio   | Fecha     |           |           |           |
| ?               |           | ?         | Estadio   | Fecha     |           |           |           |
| ?               |           | ?         | Estadio   | Fecha     |           |           |           |
| Total de goles: |           |           |           |           |           |           |           |

| Jornada 8       | Jornada 8 | Jornada 8 | Jornada 8 | Jornada 8 | Jornada 8 | Jornada 8 | Jornada 8 |
| Local           | Resultado | Visitante | Estadio   | Fecha     |           |           |           |
| --------------- | --------- | --------- | --------- | --------- | --------- | --------- | --------- |
| ?               |           | ?         | Estadio   | Fecha     |           |           |           |
| ?               |           | ?         | Estadio   | Fecha     |           |           |           |
| ?               |           | ?         | Estadio   | Fecha     |           |           |           |
| Total de goles: |           |           |           |           |           |           |           |

| Jornada 9       | Jornada 9 | Jornada 9 | Jornada 9 | Jornada 9 | Jornada 9 | Jornada 9 | Jornada 9 |
| Local           | Resultado | Visitante | Estadio   | Fecha     |           |           |           |
| --------------- | --------- | --------- | --------- | --------- | --------- | --------- | --------- |
| ?               |           | ?         | Estadio   | Fecha     |           |           |           |
| ?               |           | ?         | Estadio   | Fecha     |           |           |           |
| ?               |           | ?         | Estadio   | Fecha     |           |           |           |
| Total de goles: |           |           |           |           |           |           |           |

| Jornada 10      | Jornada 10 | Jornada 10 | Jornada 10 | Jornada 10 | Jornada 10 | Jornada 10 | Jornada 10 |
| Local           | Resultado  | Visitante  | Estadio    | Fecha      |            |            |            |
| --------------- | ---------- | ---------- | ---------- | ---------- | ---------- | ---------- | ---------- |
| ?               |            | ?          | Estadio    | Fecha      |            |            |            |
| ?               |            | ?          | Estadio    | Fecha      |            |            |            |
| ?               |            | ?          | Estadio    | Fecha      |            |            |            |
| Total de goles: |            |            |            |            |            |            |            |

### Grupo C: Occidente
| Jornada 1        | Jornada 1 | Jornada 1          | Jornada 1         | Jornada 1    | Jornada 1 | Jornada 1 | Jornada 1 |
| Local            | Resultado | Visitante          | Estadio           | Fecha        |           |           |           |
| ---------------- | --------- | ------------------ | ----------------- | ------------ | --------- | --------- | --------- |
| Real Santaneño   | 2 - 2     | A.D. Santo Domingo | Cancha Río Oro    | 10 de agosto |           |           |           |
| A.D. Rosario     | 2 - 1     | CCDR San Pablo     | "Palmareño" Solís | 10 de agosto |           |           |           |
| Pavas F.C.       | 0 - 2     | A.D. Ramonense     | Rafael Bolaños    | 10 de agosto |           |           |           |
| Total de goles:9 |           |                    |                   |              |           |           |           |

| Jornada 2          | Jornada 2 | Jornada 2      | Jornada 2                 | Jornada 2    | Jornada 2 | Jornada 2 | Jornada 2 |
| Local              | Resultado | Visitante      | Estadio                   | Fecha        |           |           |           |
| ------------------ | --------- | -------------- | ------------------------- | ------------ | --------- | --------- | --------- |
| CCDR San Pablo     | 1 - 1     | Pavas F.C.     | Cancha Los Expresidentes  | 17 de agosto |           |           |           |
| A.D. Ramonense     | 1 - 0     | Real Santaneño | Guillermo Vargas          | 17 de agosto |           |           |           |
| A.D. Santo Domingo | 0 - 4     | A.D. Rosario   | Cancha Barrio del Socorro | 17 de agosto |           |           |           |
| Total de goles:7   |           |                |                           |              |           |           |           |

| Jornada 3       | Jornada 3 | Jornada 3 | Jornada 3 | Jornada 3 | Jornada 3 | Jornada 3 | Jornada 3 |
| Local           | Resultado | Visitante | Estadio   | Fecha     |           |           |           |
| --------------- | --------- | --------- | --------- | --------- | --------- | --------- | --------- |
| ?               |           | ?         | Estadio   | Fecha     |           |           |           |
| ?               |           | ?         | Estadio   | Fecha     |           |           |           |
| ?               |           | ?         | Estadio   | Fecha     |           |           |           |
| Total de goles: |           |           |           |           |           |           |           |

| Jornada 4       | Jornada 4 | Jornada 4 | Jornada 4 | Jornada 4 | Jornada 4 | Jornada 4 | Jornada 4 |
| Local           | Resultado | Visitante | Estadio   | Fecha     |           |           |           |
| --------------- | --------- | --------- | --------- | --------- | --------- | --------- | --------- |
| ?               |           | ?         | Estadio   | Fecha     |           |           |           |
| ?               |           | ?         | Estadio   | Fecha     |           |           |           |
| ?               |           | ?         | Estadio   | Fecha     |           |           |           |
| Total de goles: |           |           |           |           |           |           |           |

| Jornada 5       | Jornada 5 | Jornada 5 | Jornada 5 | Jornada 5 | Jornada 5 | Jornada 5 | Jornada 5 |
| Local           | Resultado | Visitante | Estadio   | Fecha     |           |           |           |
| --------------- | --------- | --------- | --------- | --------- | --------- | --------- | --------- |
| ?               |           | ?         | Estadio   | Fecha     |           |           |           |
| ?               |           | ?         | Estadio   | Fecha     |           |           |           |
| ?               |           | ?         | Estadio   | Fecha     |           |           |           |
| Total de goles: |           |           |           |           |           |           |           |

| Jornada 6       | Jornada 6 | Jornada 6 | Jornada 6 | Jornada 6 | Jornada 6 | Jornada 6 | Jornada 6 |
| Local           | Resultado | Visitante | Estadio   | Fecha     |           |           |           |
| --------------- | --------- | --------- | --------- | --------- | --------- | --------- | --------- |
| ?               |           | ?         | Estadio   | Fecha     |           |           |           |
| ?               |           | ?         | Estadio   | Fecha     |           |           |           |
| ?               |           | ?         | Estadio   | Fecha     |           |           |           |
| Total de goles: |           |           |           |           |           |           |           |

| Jornada 7       | Jornada 7 | Jornada 7 | Jornada 7 | Jornada 7 | Jornada 7 | Jornada 7 | Jornada 7 |
| Local           | Resultado | Visitante | Estadio   | Fecha     |           |           |           |
| --------------- | --------- | --------- | --------- | --------- | --------- | --------- | --------- |
| ?               |           | ?         | Estadio   | Fecha     |           |           |           |
| ?               |           | ?         | Estadio   | Fecha     |           |           |           |
| ?               |           | ?         | Estadio   | Fecha     |           |           |           |
| Total de goles: |           |           |           |           |           |           |           |

| Jornada 8       | Jornada 8 | Jornada 8 | Jornada 8 | Jornada 8 | Jornada 8 | Jornada 8 | Jornada 8 |
| Local           | Resultado | Visitante | Estadio   | Fecha     |           |           |           |
| --------------- | --------- | --------- | --------- | --------- | --------- | --------- | --------- |
| ?               |           | ?         | Estadio   | Fecha     |           |           |           |
| ?               |           | ?         | Estadio   | Fecha     |           |           |           |
| ?               |           | ?         | Estadio   | Fecha     |           |           |           |
| Total de goles: |           |           |           |           |           |           |           |

| Jornada 9       | Jornada 9 | Jornada 9 | Jornada 9 | Jornada 9 | Jornada 9 | Jornada 9 | Jornada 9 |
| Local           | Resultado | Visitante | Estadio   | Fecha     |           |           |           |
| --------------- | --------- | --------- | --------- | --------- | --------- | --------- | --------- |
| ?               |           | ?         | Estadio   | Fecha     |           |           |           |
| ?               |           | ?         | Estadio   | Fecha     |           |           |           |
| ?               |           | ?         | Estadio   | Fecha     |           |           |           |
| Total de goles: |           |           |           |           |           |           |           |

| Jornada 10      | Jornada 10 | Jornada 10 | Jornada 10 | Jornada 10 | Jornada 10 | Jornada 10 | Jornada 10 |
| Local           | Resultado  | Visitante  | Estadio    | Fecha      |            |            |            |
| --------------- | ---------- | ---------- | ---------- | ---------- | ---------- | ---------- | ---------- |
| ?               |            | ?          | Estadio    | Fecha      |            |            |            |
| ?               |            | ?          | Estadio    | Fecha      |            |            |            |
| ?               |            | ?          | Estadio    | Fecha      |            |            |            |
| Total de goles: |            |            |            |            |            |            |            |

### Grupo D: Sur
| Jornada 1        | Jornada 1 | Jornada 1             | Jornada 1                  | Jornada 1    | Jornada 1 | Jornada 1 | Jornada 1 |
| Local            | Resultado | Visitante             | Estadio                    | Fecha        |           |           |           |
| ---------------- | --------- | --------------------- | -------------------------- | ------------ | --------- | --------- | --------- |
| Jacobeña F.C     | 0 - 1     | Municipal Coto Brus   | Municipal de Jacó          | 10 de agosto |           |           |           |
| ASODEBA          | 3 - 0 (*) | Unión Orotina F.C     | Polideportivo Buenos Aires | 10 de agosto |           |           |           |
| Municipal Osa    | 0 - 2     | A.D. Golfito Zona Sur | Pacífico del Sur           | 10 de agosto |           |           |           |
| Total de goles:3 |           |                       |                            |              |           |           |           |

| Jornada 2             | Jornada 2 | Jornada 2     | Jornada 2            | Jornada 2    | Jornada 2 | Jornada 2 | Jornada 2 |
| Local                 | Resultado | Visitante     | Estadio              | Fecha        |           |           |           |
| --------------------- | --------- | ------------- | -------------------- | ------------ | --------- | --------- | --------- |
| Municipal Coto Brus   | 3 - 2     | ASODEBA       | Hamilton Villalobos  | 17 de agosto |           |           |           |
| A.D. Golfito Zona Sur | 5 - 2     | Jacobeña F.C  | Fortunato Atencio    | 17 de agosto |           |           |           |
| Unión Orotina F.C     | 3 - 3     | Municipal Osa | Municipal de Orotina | 17 de agosto |           |           |           |
| Total de goles:18     |           |               |                      |              |           |           |           |

| Jornada 3       | Jornada 3 | Jornada 3 | Jornada 3 | Jornada 3 | Jornada 3 | Jornada 3 | Jornada 3 |
| Local           | Resultado | Visitante | Estadio   | Fecha     |           |           |           |
| --------------- | --------- | --------- | --------- | --------- | --------- | --------- | --------- |
| ?               |           | ?         | Estadio   | Fecha     |           |           |           |
| ?               |           | ?         | Estadio   | Fecha     |           |           |           |
| ?               |           | ?         | Estadio   | Fecha     |           |           |           |
| Total de goles: |           |           |           |           |           |           |           |

| Jornada 4       | Jornada 4 | Jornada 4 | Jornada 4 | Jornada 4 | Jornada 4 | Jornada 4 | Jornada 4 |
| Local           | Resultado | Visitante | Estadio   | Fecha     |           |           |           |
| --------------- | --------- | --------- | --------- | --------- | --------- | --------- | --------- |
| ?               |           | ?         | Estadio   | Fecha     |           |           |           |
| ?               |           | ?         | Estadio   | Fecha     |           |           |           |
| ?               |           | ?         | Estadio   | Fecha     |           |           |           |
| Total de goles: |           |           |           |           |           |           |           |

| Jornada 5       | Jornada 5 | Jornada 5 | Jornada 5 | Jornada 5 | Jornada 5 | Jornada 5 | Jornada 5 |
| Local           | Resultado | Visitante | Estadio   | Fecha     |           |           |           |
| --------------- | --------- | --------- | --------- | --------- | --------- | --------- | --------- |
| ?               |           | ?         | Estadio   | Fecha     |           |           |           |
| ?               |           | ?         | Estadio   | Fecha     |           |           |           |
| ?               |           | ?         | Estadio   | Fecha     |           |           |           |
| Total de goles: |           |           |           |           |           |           |           |

| Jornada 6       | Jornada 6 | Jornada 6 | Jornada 6 | Jornada 6 | Jornada 6 | Jornada 6 | Jornada 6 |
| Local           | Resultado | Visitante | Estadio   | Fecha     |           |           |           |
| --------------- | --------- | --------- | --------- | --------- | --------- | --------- | --------- |
| ?               |           | ?         | Estadio   | Fecha     |           |           |           |
| ?               |           | ?         | Estadio   | Fecha     |           |           |           |
| ?               |           | ?         | Estadio   | Fecha     |           |           |           |
| Total de goles: |           |           |           |           |           |           |           |

| Jornada 7       | Jornada 7 | Jornada 7 | Jornada 7 | Jornada 7 | Jornada 7 | Jornada 7 | Jornada 7 |
| Local           | Resultado | Visitante | Estadio   | Fecha     |           |           |           |
| --------------- | --------- | --------- | --------- | --------- | --------- | --------- | --------- |
| ?               |           | ?         | Estadio   | Fecha     |           |           |           |
| ?               |           | ?         | Estadio   | Fecha     |           |           |           |
| ?               |           | ?         | Estadio   | Fecha     |           |           |           |
| Total de goles: |           |           |           |           |           |           |           |

| Jornada 8       | Jornada 8 | Jornada 8 | Jornada 8 | Jornada 8 | Jornada 8 | Jornada 8 | Jornada 8 |
| Local           | Resultado | Visitante | Estadio   | Fecha     |           |           |           |
| --------------- | --------- | --------- | --------- | --------- | --------- | --------- | --------- |
| ?               |           | ?         | Estadio   | Fecha     |           |           |           |
| ?               |           | ?         | Estadio   | Fecha     |           |           |           |
| ?               |           | ?         | Estadio   | Fecha     |           |           |           |
| Total de goles: |           |           |           |           |           |           |           |

| Jornada 9       | Jornada 9 | Jornada 9 | Jornada 9 | Jornada 9 | Jornada 9 | Jornada 9 | Jornada 9 |
| Local           | Resultado | Visitante | Estadio   | Fecha     |           |           |           |
| --------------- | --------- | --------- | --------- | --------- | --------- | --------- | --------- |
| ?               |           | ?         | Estadio   | Fecha     |           |           |           |
| ?               |           | ?         | Estadio   | Fecha     |           |           |           |
| ?               |           | ?         | Estadio   | Fecha     |           |           |           |
| Total de goles: |           |           |           |           |           |           |           |

| Jornada 10      | Jornada 10 | Jornada 10 | Jornada 10 | Jornada 10 | Jornada 10 | Jornada 10 | Jornada 10 |
| Local           | Resultado  | Visitante  | Estadio    | Fecha      |            |            |            |
| --------------- | ---------- | ---------- | ---------- | ---------- | ---------- | ---------- | ---------- |
| ?               |            | ?          | Estadio    | Fecha      |            |            |            |
| ?               |            | ?          | Estadio    | Fecha      |            |            |            |
| ?               |            | ?          | Estadio    | Fecha      |            |            |            |
| Total de goles: |            |            |            |            |            |            |            |

### Grupo E: Caribe
| Jornada 1         | Jornada 1 | Jornada 1             | Jornada 1         | Jornada 1    | Jornada 1 | Jornada 1 | Jornada 1 |
| Local             | Resultado | Visitante             | Estadio           | Fecha        |           |           |           |
| ----------------- | --------- | --------------------- | ----------------- | ------------ | --------- | --------- | --------- |
| Guácimo F.C.      | 2 - 11    | ADF Siquirreña        | Cancha Guácimo    | 10 de agosto |           |           |           |
| Guajira F.C.      | 1 - 2     | Valle F.C.            | Ebal Rodríguez    | 10 de agosto |           |           |           |
| Nazareth F.C.     | 2 - 1     | La Colonia Revolution | Cancha de Ticabán | 10 de agosto |           |           |           |
| Total de goles:19 |           |                       |                   |              |           |           |           |

| Jornada 2             | Jornada 2 | Jornada 2     | Jornada 2         | Jornada 2    | Jornada 2 | Jornada 2 | Jornada 2 |
| Local                 | Resultado | Visitante     | Estadio           | Fecha        |           |           |           |
| --------------------- | --------- | ------------- | ----------------- | ------------ | --------- | --------- | --------- |
| La Colonia Revolution | 2 - 1     | Guajira F.C.  | Ebal Rodríguez    | 17 de agosto |           |           |           |
| ADF Siquirreña        | 2 - 0     | Nazareth F.C. | Cancha La Florida | 17 de agosto |           |           |           |
| Valle F.C.            | 5 - 0     | Guácimo F.C.  | Cancha La Guaria  | 17 de agosto |           |           |           |
| Total de goles:10     |           |               |                   |              |           |           |           |

| Jornada 3       | Jornada 3 | Jornada 3 | Jornada 3 | Jornada 3 | Jornada 3 | Jornada 3 | Jornada 3 |
| Local           | Resultado | Visitante | Estadio   | Fecha     |           |           |           |
| --------------- | --------- | --------- | --------- | --------- | --------- | --------- | --------- |
| ?               |           | ?         | Estadio   | Fecha     |           |           |           |
| ?               |           | ?         | Estadio   | Fecha     |           |           |           |
| ?               |           | ?         | Estadio   | Fecha     |           |           |           |
| Total de goles: |           |           |           |           |           |           |           |

| Jornada 4       | Jornada 4 | Jornada 4 | Jornada 4 | Jornada 4 | Jornada 4 | Jornada 4 | Jornada 4 |
| Local           | Resultado | Visitante | Estadio   | Fecha     |           |           |           |
| --------------- | --------- | --------- | --------- | --------- | --------- | --------- | --------- |
| ?               |           | ?         | Estadio   | Fecha     |           |           |           |
| ?               |           | ?         | Estadio   | Fecha     |           |           |           |
| ?               |           | ?         | Estadio   | Fecha     |           |           |           |
| Total de goles: |           |           |           |           |           |           |           |

| Jornada 5       | Jornada 5 | Jornada 5 | Jornada 5 | Jornada 5 | Jornada 5 | Jornada 5 | Jornada 5 |
| Local           | Resultado | Visitante | Estadio   | Fecha     |           |           |           |
| --------------- | --------- | --------- | --------- | --------- | --------- | --------- | --------- |
| ?               |           | ?         | Estadio   | Fecha     |           |           |           |
| ?               |           | ?         | Estadio   | Fecha     |           |           |           |
| ?               |           | ?         | Estadio   | Fecha     |           |           |           |
| Total de goles: |           |           |           |           |           |           |           |

| Jornada 6       | Jornada 6 | Jornada 6 | Jornada 6 | Jornada 6 | Jornada 6 | Jornada 6 | Jornada 6 |
| Local           | Resultado | Visitante | Estadio   | Fecha     |           |           |           |
| --------------- | --------- | --------- | --------- | --------- | --------- | --------- | --------- |
| ?               |           | ?         | Estadio   | Fecha     |           |           |           |
| ?               |           | ?         | Estadio   | Fecha     |           |           |           |
| ?               |           | ?         | Estadio   | Fecha     |           |           |           |
| Total de goles: |           |           |           |           |           |           |           |

| Jornada 7       | Jornada 7 | Jornada 7 | Jornada 7 | Jornada 7 | Jornada 7 | Jornada 7 | Jornada 7 |
| Local           | Resultado | Visitante | Estadio   | Fecha     |           |           |           |
| --------------- | --------- | --------- | --------- | --------- | --------- | --------- | --------- |
| ?               |           | ?         | Estadio   | Fecha     |           |           |           |
| ?               |           | ?         | Estadio   | Fecha     |           |           |           |
| ?               |           | ?         | Estadio   | Fecha     |           |           |           |
| Total de goles: |           |           |           |           |           |           |           |

| Jornada 8       | Jornada 8 | Jornada 8 | Jornada 8 | Jornada 8 | Jornada 8 | Jornada 8 | Jornada 8 |
| Local           | Resultado | Visitante | Estadio   | Fecha     |           |           |           |
| --------------- | --------- | --------- | --------- | --------- | --------- | --------- | --------- |
| ?               |           | ?         | Estadio   | Fecha     |           |           |           |
| ?               |           | ?         | Estadio   | Fecha     |           |           |           |
| ?               |           | ?         | Estadio   | Fecha     |           |           |           |
| Total de goles: |           |           |           |           |           |           |           |

| Jornada 9       | Jornada 9 | Jornada 9 | Jornada 9 | Jornada 9 | Jornada 9 | Jornada 9 | Jornada 9 |
| Local           | Resultado | Visitante | Estadio   | Fecha     |           |           |           |
| --------------- | --------- | --------- | --------- | --------- | --------- | --------- | --------- |
| ?               |           | ?         | Estadio   | Fecha     |           |           |           |
| ?               |           | ?         | Estadio   | Fecha     |           |           |           |
| ?               |           | ?         | Estadio   | Fecha     |           |           |           |
| Total de goles: |           |           |           |           |           |           |           |

| Jornada 10      | Jornada 10 | Jornada 10 | Jornada 10 | Jornada 10 | Jornada 10 | Jornada 10 | Jornada 10 |
| Local           | Resultado  | Visitante  | Estadio    | Fecha      |            |            |            |
| --------------- | ---------- | ---------- | ---------- | ---------- | ---------- | ---------- | ---------- |
| ?               |            | ?          | Estadio    | Fecha      |            |            |            |
| ?               |            | ?          | Estadio    | Fecha      |            |            |            |
| ?               |            | ?          | Estadio    | Fecha      |            |            |            |
| Total de goles: |            |            |            |            |            |            |            |

## Fase final

### Cuadro de desarrollo
|  | Octavos de final                             | Octavos de final                             | Octavos de final                             | Octavos de final                             |  |  | Cuartos de final                               | Cuartos de final                               | Cuartos de final                               | Cuartos de final                               |  |  | Semifinales                                   | Semifinales                                   | Semifinales                                   | Semifinales                                   |  |  | Final                                          | Final                                          | Final                                          | Final                                          |  |
|  | 2 de noviembre (ida) 9 de noviembre (vuelta) | 2 de noviembre (ida) 9 de noviembre (vuelta) | 2 de noviembre (ida) 9 de noviembre (vuelta) | 2 de noviembre (ida) 9 de noviembre (vuelta) |  |  | 16 de noviembre (ida) 23 de noviembre (vuelta) | 16 de noviembre (ida) 23 de noviembre (vuelta) | 16 de noviembre (ida) 23 de noviembre (vuelta) | 16 de noviembre (ida) 23 de noviembre (vuelta) |  |  | 30 de noviembre (ida) 7 de diciembre (vuelta) | 30 de noviembre (ida) 7 de diciembre (vuelta) | 30 de noviembre (ida) 7 de diciembre (vuelta) | 30 de noviembre (ida) 7 de diciembre (vuelta) |  |  | 14 de diciembre (ida) 21 de diciembre (vuelta) | 14 de diciembre (ida) 21 de diciembre (vuelta) | 14 de diciembre (ida) 21 de diciembre (vuelta) | 14 de diciembre (ida) 21 de diciembre (vuelta) |  |
|  |                                              |                                              |                                              |                                              |  |  |                                                |                                                |                                                |                                                |  |  |                                               |                                               |                                               |                                               |  |  |                                                |                                                |                                                |                                                |  |
|  |                                              |                                              |                                              |                                              |  |  |                                                |                                                |                                                |                                                |  |  |                                               |                                               |                                               |                                               |  |  |                                                |                                                |                                                |                                                |  |
|  |                                              |                                              |                                              |                                              |  |  |                                                |                                                |                                                |                                                |  |  |                                               |                                               |                                               |                                               |  |  |                                                |                                                |                                                |                                                |  |
|  |                                              |                                              |                                              |                                              |  |  |                                                |                                                |                                                |                                                |  |  |                                               |                                               |                                               |                                               |  |  |                                                |                                                |                                                |                                                |  |
|  |                                              |                                              |                                              |                                              |  |  |                                                |                                                |                                                |                                                |  |  |                                               |                                               |                                               |                                               |  |  |                                                |                                                |                                                |                                                |  |
|  |                                              |                                              |                                              |                                              |  |  |                                                |                                                |                                                |                                                |  |  |                                               |                                               |                                               |                                               |  |  |                                                |                                                |                                                |                                                |  |
|  |                                              |                                              |                                              |                                              |  |  |                                                |                                                |                                                |                                                |  |  |                                               |                                               |                                               |                                               |  |  |                                                |                                                |                                                |                                                |  |
|  |                                              |                                              |                                              |                                              |  |  |                                                |                                                |                                                |                                                |  |  |                                               |                                               |                                               |                                               |  |  |                                                |                                                |                                                |                                                |  |
|  |                                              |                                              |                                              |                                              |  |  |                                                |                                                |                                                |                                                |  |  |                                               |                                               |                                               |                                               |  |  |                                                |                                                |                                                |                                                |  |
|  |                                              |                                              |                                              |                                              |  |  |                                                |                                                |                                                |                                                |  |  |                                               |                                               |                                               |                                               |  |  |                                                |                                                |                                                |                                                |  |
|  |                                              |                                              |                                              |                                              |  |  |                                                |                                                |                                                |                                                |  |  |                                               |                                               |                                               |                                               |  |  |                                                |                                                |                                                |                                                |  |
|  |                                              |                                              |                                              |                                              |  |  |                                                |                                                |                                                |                                                |  |  |                                               |                                               |                                               |                                               |  |  |                                                |                                                |                                                |                                                |  |
|  |                                              |                                              |                                              |                                              |  |  |                                                |                                                |                                                |                                                |  |  |                                               |                                               |                                               |                                               |  |  |                                                |                                                |                                                |                                                |  |
|  |                                              |                                              |                                              |                                              |  |  |                                                |                                                |                                                |                                                |  |  |                                               |                                               |                                               |                                               |  |  |                                                |                                                |                                                |                                                |  |
|  |                                              |                                              |                                              |                                              |  |  |                                                |                                                |                                                |                                                |  |  |                                               |                                               |                                               |                                               |  |  |                                                |                                                |                                                |                                                |  |
|  |                                              |                                              |                                              |                                              |  |  |                                                |                                                |                                                |                                                |  |  |                                               |                                               |                                               |                                               |  |  |                                                |                                                |                                                |                                                |  |
|  |                                              |                                              |                                              |                                              |  |  |                                                |                                                |                                                |                                                |  |  |                                               |                                               |                                               |                                               |  |  |                                                |                                                |                                                |                                                |  |
|  |                                              |                                              |                                              |                                              |  |  |                                                |                                                |                                                |                                                |  |  |                                               |                                               |                                               |                                               |  |  |                                                |                                                |                                                |                                                |  |
|  |                                              |                                              |                                              |                                              |  |  |                                                |                                                |                                                |                                                |  |  |                                               |                                               |                                               |                                               |  |  |                                                |                                                |                                                |                                                |  |
|  |                                              |                                              |                                              |                                              |  |  |                                                |                                                |                                                |                                                |  |  |                                               |                                               |                                               |                                               |  |  |                                                |                                                |                                                |                                                |  |
|  |                                              |                                              |                                              |                                              |  |  |                                                |                                                |                                                |                                                |  |  |                                               |                                               |                                               |                                               |  |  |                                                |                                                |                                                |                                                |  |
|  |                                              |                                              |                                              |                                              |  |  |                                                |                                                |                                                |                                                |  |  |                                               |                                               |                                               |                                               |  |  |                                                |                                                |                                                |                                                |  |
|  |                                              |                                              |                                              |                                              |  |  |                                                |                                                |                                                |                                                |  |  |                                               |                                               |                                               |                                               |  |  |                                                |                                                |                                                |                                                |  |
|  |                                              |                                              |                                              |                                              |  |  |                                                |                                                |                                                |                                                |  |  |                                               |                                               |                                               |                                               |  |  |                                                |                                                |                                                |                                                |  |
|  |                                              |                                              |                                              |                                              |  |  |                                                |                                                |                                                |                                                |  |  |                                               |                                               |                                               |                                               |  |  |                                                |                                                |                                                |                                                |  |
|  |                                              |                                              |                                              |                                              |  |  |                                                |                                                |                                                |                                                |  |  |                                               |                                               |                                               |                                               |  |  |                                                |                                                |                                                |                                                |  |
|  |                                              |                                              |                                              |                                              |  |  |                                                |                                                |                                                |                                                |  |  |                                               |                                               |                                               |                                               |  |  |                                                |                                                |                                                |                                                |  |
|  |                                              |                                              |                                              |                                              |  |  |                                                |                                                |                                                |                                                |  |  |                                               |                                               |                                               |                                               |  |  |                                                |                                                |                                                |                                                |  |
|  |                                              |                                              |                                              |                                              |  |  |                                                |                                                |                                                |                                                |  |  |                                               |                                               |                                               |                                               |  |  |                                                |                                                |                                                |                                                |  |
|  |                                              |                                              |                                              |                                              |  |  |                                                |                                                |                                                |                                                |  |  |                                               |                                               |                                               |                                               |  |  |                                                |                                                |                                                |                                                |  |
|  |                                              |                                              |                                              |                                              |  |  |                                                |                                                |                                                |                                                |  |  |                                               |                                               |                                               |                                               |  |  |                                                |                                                |                                                |                                                |  |
|  |                                              |                                              |                                              |                                              |  |  |                                                |                                                |                                                |                                                |  |  |                                               |                                               |                                               |                                               |  |  |                                                |                                                |                                                |                                                |  |
|  |                                              |                                              |                                              |                                              |  |  |                                                |                                                |                                                |                                                |  |  |                                               |                                               |                                               |                                               |  |  |                                                |                                                |                                                |                                                |  |
|  |                                              |                                              |                                              |                                              |  |  |                                                |                                                |                                                |                                                |  |  |                                               |                                               |                                               |                                               |  |  |                                                |                                                |                                                |                                                |  |
|  |                                              |                                              |                                              |                                              |  |  |                                                |                                                |                                                |                                                |  |  |                                               |                                               |                                               |                                               |  |  |                                                |                                                |                                                |                                                |  |
|  |                                              |                                              |                                              |                                              |  |  |                                                |                                                |                                                |                                                |  |  |                                               |                                               |                                               |                                               |  |  |                                                |                                                |                                                |                                                |  |
|  |                                              |                                              |                                              |                                              |  |  |                                                |                                                |                                                |                                                |  |  |                                               |                                               |                                               |                                               |  |  |                                                |                                                |                                                |                                                |  |
|  |                                              |                                              |                                              |                                              |  |  |                                                |                                                |                                                |                                                |  |  |                                               |                                               |                                               |                                               |  |  |                                                |                                                |                                                |                                                |  |
|  |                                              |                                              |                                              |                                              |  |  |                                                |                                                |                                                |                                                |  |  |                                               |                                               |                                               |                                               |  |  |                                                |                                                |                                                |                                                |  |
|  |                                              |                                              |                                              |                                              |  |  |                                                |                                                |                                                |                                                |  |  |                                               |                                               |                                               |                                               |  |  |                                                |                                                |                                                |                                                |  |
|  |                                              |                                              |                                              |                                              |  |  |                                                |                                                |                                                |                                                |  |  |                                               |                                               |                                               |                                               |  |  |                                                |                                                |                                                |                                                |  |
|  |                                              |                                              |                                              |                                              |  |  |                                                |                                                |                                                |                                                |  |  |                                               |                                               |                                               |                                               |  |  |                                                |                                                |                                                |                                                |  |
|  |                                              |                                              |                                              |                                              |  |  |                                                |                                                |                                                |                                                |  |  |                                               |                                               |                                               |                                               |  |  |                                                |                                                |                                                |                                                |  |
|  |                                              |                                              |                                              |                                              |  |  |                                                |                                                |                                                |                                                |  |  |                                               |                                               |                                               |                                               |  |  |                                                |                                                |                                                |                                                |  |
|  |                                              |                                              |                                              |                                              |  |  |                                                |                                                |                                                |                                                |  |  |                                               |                                               |                                               |                                               |  |  |                                                |                                                |                                                |                                                |  |
|  |                                              |                                              |                                              |                                              |  |  |                                                |                                                |                                                |                                                |  |  |                                               |                                               |                                               |                                               |  |  |                                                |                                                |                                                |                                                |  |
|  |                                              |                                              |                                              |                                              |  |  |                                                |                                                |                                                |                                                |  |  |                                               |                                               |                                               |                                               |  |  |                                                |                                                |                                                |                                                |  |
|  |                                              |                                              |                                              |                                              |  |  |                                                |                                                |                                                |                                                |  |  |                                               |                                               |                                               |                                               |  |  |                                                |                                                |                                                |                                                |  |
|  |                                              |                                              |                                              |                                              |  |  |                                                |                                                |                                                |                                                |  |  |                                               |                                               |                                               |                                               |  |  |                                                |                                                |                                                |                                                |  |

### Octavos de final
| Equipo 1 | Agr | Equipo 2 | Ida | Vuelta |
| -------- | --- | -------- | --- | ------ |
|          |     |          |     |        |
|          |     |          |     |        |
|          |     |          |     |        |
|          |     |          |     |        |
|          |     |          |     |        |
|          |     |          |     |        |
|          |     |          |     |        |
|          |     |          |     |        |

### Cuartos de final
| Equipo 1 | Agr. | Equipo 2 | Ida | Vuelta |
| -------- | ---- | -------- | --- | ------ |
|          |      |          |     |        |
|          |      |          |     |        |
|          |      |          |     |        |
|          |      |          |     |        |

### Semifinales
| Equipo 1 | Agr. | Equipo 2 | Ida | Vuelta |
| -------- | ---- | -------- | --- | ------ |
|          |      |          |     |        |
|          |      |          |     |        |

### Final
| Equipo 1 | Agr. | Equipo 2 | Ida | Vuelta |
| -------- | ---- | -------- | --- | ------ |
|          |      |          |     |        |

|                       |
| Campeón Apertura 2025 |
| .do título            |

### Plantilla del Campeón
- DT: